# Klecany (zámek)
Zámek Klecany je historická budova postavená v místě někdejší tvrze v Klecanech v okrese Praha-východ Středočeského kraje. 
Budova zámku se nachází v horní části obce vedle kostela Nanebevzetí Panny Marie.

## Historie

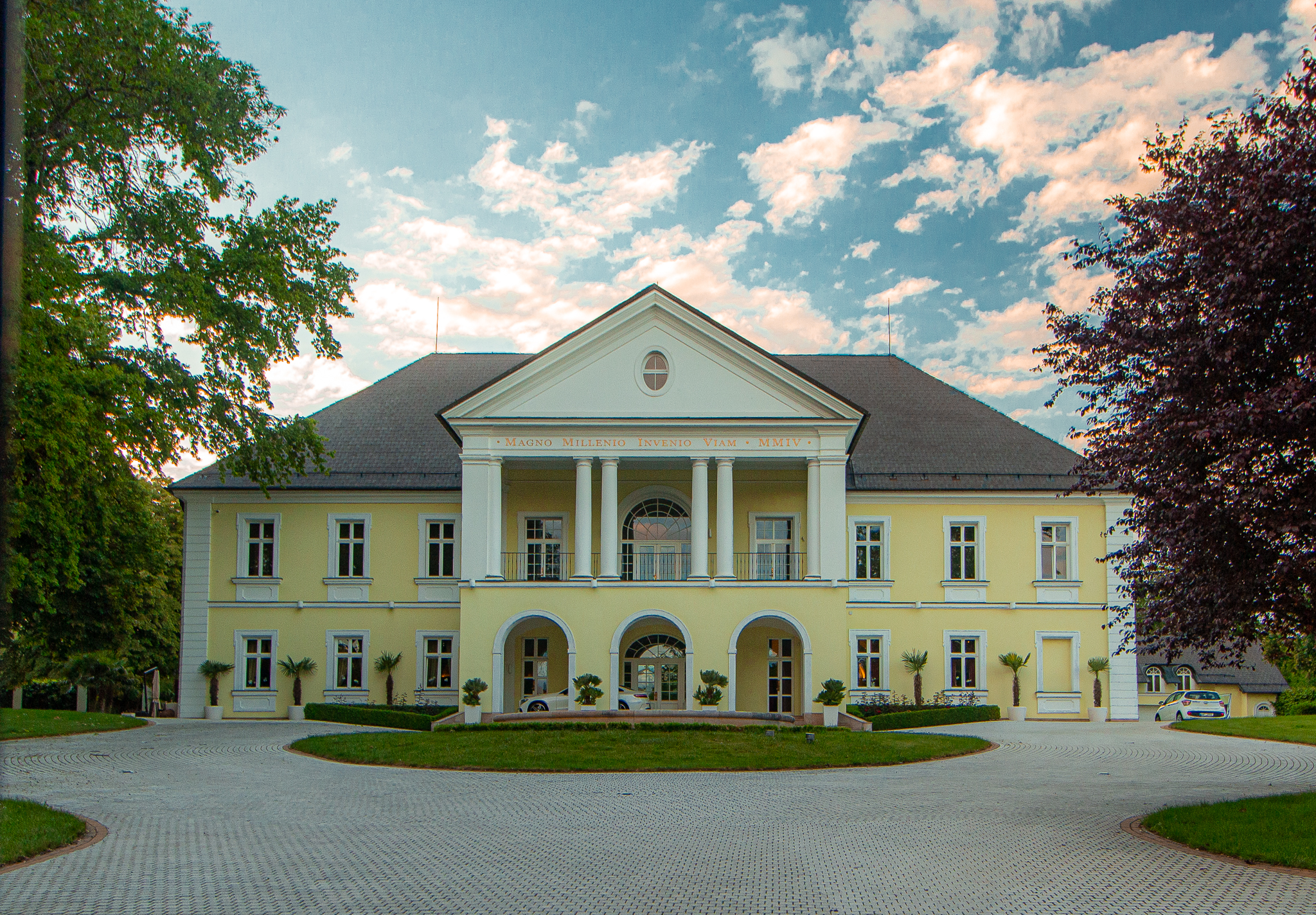
Zámek v roce 2020

Klecany existovaly již roku 1309, kdy se mezi svědky koupě Václavovic uvádí Lobek z Klecan. Roku 1332 klecanský statek s kostelem koupil Bohuslav Olbramovic z Prahy. první zmínka o tvrzi v Klecanech je až z roku 1380. Staroměstské patricijské rodině Olbramoviců tvrz patřila až do konce 80. let 14. století.
 
Na konci 14. a počátku 15. století se střídalo několik majitelů, roku 1418 tvrz vlastnil staroměstský měšťan Mikuláš Meixner z Jevíčka, řečený Jevicer. Byl odpůrcem husitů, proto uprchl a Klecany roku 1429 připadly Starému Městu pražskému. V roce 1435 je od obce koupil královský podkomoří Jan z Kunvaldu, řečený od Stříbrné hvězdy, se svou manželkou a tchyní. Jeho potomci tvrz a ves drželi až do 80. let 15. století. Pak se majitelé tvrze opět často střídali a v roce 1550 došlo k rozdělení klecanského statku. Roku 1562 Kašpar Zelender z Prošovic prodal svůj díl Jiřímu Vchynskému z Vchynic, který je v Klecanech doložen ještě roku 1570.
V roce 1616 tvrz koupila Alžběta Lobkovicová z Lobkovic a připojila ji ke svému statku Chvatěruby. V roce 1654 Kryštof  Ferdinand Popel z Lobkovic Klecany prodal Adamu Matyáši z Tratmannsdorfu. Po něm se vystřídali ještě dva majitelé, než roku 1691 zámek a ves Klecany koupil Václav Vojtěch ze Šternberka, který statek dal předem odhadnout a ve stavbě nedokončené budovy zámku pokračoval ještě po roce 1703. Náklady na stavbu však byly příliš vysoké, Šternberk pro dluhy ztratil zájem pokračovat a roku 1713 zámek postoupil svým věřitelům.  
Trojkřídlý zámek v barokním slohu měl hlavní jižní průčelí dvoupatrové, boční křídla byla patrová.
V letech 1727–1803 zámek vlastnili hrabata Gallasové a Clam-Gallasové. V letech 1754 a 1757 se zde zastavila císařovna Marie Terezie,  jednou Jan Kryštof Clam na její počest uspořádal banket, ze kterého se dochoval plánek stolu s rozmístěním nádobí.     
V roce 1803 se majitelem zámku stal hostinský z nedalekých Zdib František Vobořil.
Zámek dvakrát padl za oběť požáru, a to v letech 1827 a 1857 a následně byl obnoven. Po prvním požáru zámek opravil Antonín Balle, který ho vlastnil od roku 1847. 
Po požáru z roku 1857 se uskutečnila oprava podle návrhu Kašpara Předáka v empírovém slohu, při zachování původního vnitřního uspořádání, avšak jižní průčelí bylo zvýšeno o střední rizalit s arkádami v přízemí a v patře se štítem a tympanonem neseným sloupy. Časem bylo přistavěno ještě čtvrté, severní křídlo. 
Ve 2. polovině 20. století objekt využívala armáda, po té v něm bylo kino. V 90. letech jej zakoupila soukromá společnost a po roce 2004 provedla celkovou přestavba objektu včetně zámeckého parku. V roce 2023 se zámek objevil na trhu s realitami, ale nepodařilo se jej prodat.